# أوستين روبرتسون سينيور
أوستين روبرتسون سينيور (بالإنجليزية: Austin Robertson, Sr.)‏ هو منافس ألعاب قوى أسترالي، ولد في 21 نوفمبر 1907، وتوفي في 6 مايو 1988 في Cottesloe, Western Australia ‏ في أستراليا.

## وصلات خارجية
- أوستين روبرتسون سينيور على موقع AustralianFootball.com (الإنجليزية)
- أوستين روبرتسون سينيور على موقع AFLtables.com (الإنجليزية)